# Campeonato Mundial de Balonmano Femenino de 2011
El XX Campeonato Mundial de Balonmano Femenino se celebró en Brasil entre el 2 y el 18 de diciembre de 2011 bajo la organización de la Federación Internacional de Balonmano (IHF) y la Federación Brasileña de Balonmano.
El evento se efectuó en cuatro localidades del estado brasileño de São Paulo. Fue el tercer Mundial femenino realizado fuera de Europa, después de los de Corea del Sur 1990 y de China 2009.
La selección de Noruega se declaró campeona al vencer en la final a Francia, sumando así su segundo título mundial. El equipo de España ganó el partido por el tercer puesto a Dinamarca, consiguiendo así la medalla de bronce, la primera en un Mundial para el equipo nacional.

## Sedes
| Grupo          | Ciudad                | Instalación                      | Capacidad |
| -------------- | --------------------- | -------------------------------- | --------- |
| A              | Santos                | Arena Santos                     | 4000      |
| B              | Barueri               | Polideportivo José Corrêa        | 5000      |
| C y fase final | São Paulo             | Gimnasio Geraldo José de Almeida | 10 200    |
| D              | São Bernardo do Campo | Gimnasio Adib Moyses Dib         | 5000      |

## Grupos
| Grupo A    | Grupo B       | Grupo C | Grupo D         |
| ---------- | ------------- | ------- | --------------- |
| Noruega    | Rusia         | Rumania | Suecia          |
| Montenegro | Kazajistán    | Francia | Dinamarca       |
| Angola     | Países Bajos  | Brasil  | Croacia         |
| Alemania   | Corea del Sur | Túnez   | Argentina       |
| China      | España        | Cuba    | Costa de Marfil |
| Islandia   | Australia     | Japón   | Uruguay         |

## Primera Fase
Los primeros cuatro de cada grupo alcanzan los octavos de final. Los equipos restantes juegan entre sí por los puestos 17 a 24.

### Grupo A
| Equipo     | J | G | E | P | GF  | GC  | DG  | PTS |
| ---------- | - | - | - | - | --- | --- | --- | --- |
| Noruega    | 5 | 4 | 0 | 1 | 152 | 108 | +44 | 8   |
| Angola     | 5 | 3 | 0 | 2 | 129 | 129 | 0   | 6   |
| Montenegro | 5 | 3 | 0 | 2 | 143 | 115 | +28 | 6   |
| Islandia   | 5 | 3 | 0 | 2 | 109 | 112 | -3  | 6   |
| Alemania   | 5 | 2 | 0 | 3 | 120 | 126 | -6  | 4   |
| China      | 5 | 0 | 0 | 5 | 98  | 161 | -63 | 0   |

- Resultados

| Fecha | Hora² | Partido¹   | Partido¹ | Partido¹   | Resultado |
| ----- | ----- | ---------- | -------- | ---------- | --------- |
| 03.12 | 15:00 | Montenegro | -        | Islandia   | 21-22     |
| 03.12 | 17:15 | Noruega    | -        | Alemania   | 28-31     |
| 03.12 | 19:30 | Angola     | -        | China      | 30-29     |
| 04.12 | 14:30 | Alemania   | -        | Montenegro | 24-25     |
| 04.12 | 17:15 | China      | -        | Noruega    | 16-43     |
| 04.12 | 19:30 | Islandia   | -        | Angola     | 24-28     |
| 06.12 | 15:00 | Montenegro | -        | Angola     | 28-26     |
| 06.12 | 17:15 | Noruega    | -        | Islandia   | 27-14     |
| 06.12 | 19:30 | Alemania   | -        | China      | 23-22     |
| 07.12 | 15:00 | Montenegro | -        | China      | 42-15     |
| 07.12 | 17:15 | Angola     | -        | Noruega    | 20-26     |
| 07.12 | 19:30 | Islandia   | -        | Alemania   | 26-20     |
| 09.12 | 15:00 | Angola     | -        | Alemania   | 25-22     |
| 09.12 | 17:15 | Noruega    | -        | Montenegro | 28-27     |
| 09.12 | 19:30 | China      | -        | Islandia   | 16-23     |

- (¹) –  Todos en Santos.
- (²) –  Hora local de Brasil (UTC-2).

### Grupo B
| Equipo        | J | G | E | P | GF  | GC  | DG   | PTS |
| ------------- | - | - | - | - | --- | --- | ---- | --- |
| Rusia         | 5 | 5 | 0 | 0 | 181 | 99  | +82  | 10  |
| España        | 5 | 4 | 0 | 1 | 151 | 108 | +43  | 8   |
| Corea del Sur | 5 | 3 | 0 | 2 | 164 | 124 | +40  | 6   |
| Países Bajos  | 5 | 2 | 0 | 3 | 164 | 142 | +22  | 4   |
| Kazajistán    | 5 | 1 | 0 | 4 | 113 | 133 | -20  | 2   |
| Australia     | 5 | 0 | 0 | 5 | 52  | 219 | -167 | 0   |

- Resultados

| Fecha | Hora² | Partido¹      | Partido¹ | Partido¹      | Resultado |
| ----- | ----- | ------------- | -------- | ------------- | --------- |
| 03.12 | 15:45 | Kazajistán    | -        | Australia     | 37-9      |
| 03.12 | 18:00 | Rusia         | -        | Corea del Sur | 39-24     |
| 03.12 | 20:15 | Países Bajos  | -        | España        | 27-34     |
| 04.12 | 15:45 | Corea del Sur | -        | Kazajistán    | 31-19     |
| 04.12 | 18:00 | España        | -        | Rusia         | 22-28     |
| 04.12 | 20:15 | Australia     | -        | Países Bajos  | 15-53     |
| 06.12 | 15:45 | Rusia         | -        | Australia     | 45-8      |
| 06.12 | 18:00 | Kazajistán    | -        | Países Bajos  | 20-32     |
| 06.12 | 20:15 | Corea del Sur | -        | España        | 26-29     |
| 07.12 | 15:45 | Países Bajos  | -        | Rusia         | 26-35     |
| 07.12 | 18:00 | Kazajistán    | -        | España        | 18-27     |
| 07.12 | 20:15 | Australia     | -        | Corea del Sur | 11-45     |
| 09.12 | 15:45 | España        | -        | Australia     | 39-9      |
| 09.12 | 18:00 | Países Bajos  | -        | Corea del Sur | 26-38     |
| 09.12 | 20:15 | Rusia         | -        | Kazajistán    | 34-19     |

- (¹) –  Todos en Barueri.
- (²) –  Hora local de Brasil (UTC-2).

### Grupo C
| Equipo  | J | G | E | P | GF  | GC  | DG  | PTS |
| ------- | - | - | - | - | --- | --- | --- | --- |
| Brasil  | 5 | 5 | 0 | 0 | 162 | 128 | +34 | 10  |
| Francia | 5 | 4 | 0 | 1 | 165 | 103 | +62 | 8   |
| Rumania | 5 | 2 | 1 | 2 | 139 | 155 | -16 | 5   |
| Japón   | 5 | 2 | 1 | 2 | 138 | 156 | -18 | 5   |
| Túnez   | 5 | 1 | 0 | 4 | 141 | 150 | -9  | 2   |
| Cuba    | 5 | 0 | 0 | 5 | 119 | 172 | -53 | 0   |

- Resultados

| Fecha | Hora² | Partido¹ | Partido¹ | Partido¹ | Resultado |
| ----- | ----- | -------- | -------- | -------- | --------- |
| 02.12 | 21:00 | Brasil   | -        | Cuba     | 37-21     |
| 03.12 | 15:00 | Rumania  | -        | Túnez    | 30-28     |
| 03.12 | 17:15 | Francia  | -        | Japón    | 41-22     |
| 05.12 | 15:00 | Cuba     | -        | Rumania  | 27-33     |
| 05.12 | 17:15 | Túnez    | -        | Francia  | 17-25     |
| 05.12 | 19:45 | Japón    | -        | Brasil   | 23-32     |
| 06.12 | 15:00 | Túnez    | -        | Cuba     | 32-29     |
| 06.12 | 17:15 | Rumania  | -        | Japón    | 28-28     |
| 06.12 | 19:45 | Francia  | -        | Brasil   | 22-26     |
| 08.12 | 15:00 | Japón    | -        | Túnez    | 32-31     |
| 08.12 | 17:15 | Francia  | -        | Cuba     | 38-18     |
| 08.12 | 19:45 | Brasil   | -        | Rumania  | 33-28     |
| 09.12 | 15:00 | Cuba     | -        | Japón    | 24-32     |
| 09.12 | 17:15 | Rumania  | -        | Francia  | 20-39     |
| 09.12 | 19:45 | Brasil   | -        | Túnez    | 34-33     |

- (¹) –  Todos en São Paulo.
- (²) –  Hora local de Brasil (UTC-2).

### Grupo D
| Equipo          | J | G | E | P | GF  | GC  | DG  | PTS |
| --------------- | - | - | - | - | --- | --- | --- | --- |
| Dinamarca       | 5 | 5 | 0 | 0 | 148 | 78  | +70 | 10  |
| Croacia         | 5 | 4 | 0 | 1 | 150 | 102 | +48 | 8   |
| Suecia          | 5 | 3 | 0 | 2 | 141 | 97  | +44 | 6   |
| Costa de Marfil | 5 | 2 | 0 | 3 | 118 | 145 | -27 | 4   |
| Uruguay         | 5 | 1 | 0 | 4 | 82  | 159 | -77 | 2   |
| Argentina       | 5 | 0 | 0 | 5 | 77  | 135 | -58 | 0   |

- Resultados

| Fecha | Hora² | Partido¹        | Partido¹ | Partido¹        | Resultado |
| ----- | ----- | --------------- | -------- | --------------- | --------- |
| 03.12 | 13:00 | Suecia          | -        | Argentina       | 37-11     |
| 03.12 | 15:15 | Dinamarca       | -        | Uruguay         | 36-10     |
| 03.12 | 17:30 | Croacia         | -        | Costa de Marfil | 36-20     |
| 05.12 | 15:15 | Costa de Marfil | -        | Suecia          | 25-28     |
| 05.12 | 17:45 | Argentina       | -        | Dinamarca       | 13-31     |
| 05.12 | 20:00 | Uruguay         | -        | Croacia         | 15-45     |
| 06.12 | 15:15 | Suecia          | -        | Uruguay         | 31-14     |
| 06.12 | 17:45 | Dinamarca       | -        | Croacia         | 23-19     |
| 06.12 | 20:00 | Argentina       | -        | Costa de Marfil | 19-25     |
| 08.12 | 15:00 | Croacia         | -        | Suecia          | 27-26     |
| 08.12 | 17:15 | Dinamarca       | -        | Costa de Marfil | 38-17     |
| 08.12 | 19:30 | Uruguay         | -        | Argentina       | 19-16     |
| 09.12 | 15:00 | Costa de Marfil | -        | Uruguay         | 31-24     |
| 09.12 | 17:15 | Suecia          | -        | Dinamarca       | 19-20     |
| 09.12 | 19:30 | Croacia         | -        | Argentina       | 23-18     |

- (¹) –  Todos en São Bernardo do Campo.
- (²) –  Hora local de Brasil (UTC-2).

## Fase final

### Octavos de final
| Fecha | Hora² | Partido¹      | Partido¹ | Partido¹        | Resultado               |
| ----- | ----- | ------------- | -------- | --------------- | ----------------------- |
| 11.12 | 14:30 | Corea del Sur | -        | Angola          | 29-30                   |
| 11.12 | 17:15 | Noruega       | -        | Países Bajos    | 34-22                   |
| 11.12 | 14:30 | Rusia         | -        | Islandia        | 30-19                   |
| 11.12 | 17:15 | Montenegro    | -        | España          | 19-23                   |
| 12.12 | 14.30 | Suecia        | -        | Francia         | 23-26                   |
| 12.12 | 20:00 | Brasil        | -        | Costa de Marfil | 35-22                   |
| 12.12 | 14:30 | Rumania       | -        | Croacia         | 27-28                   |
| 12.12 | 17:15 | Dinamarca     | -        | Japón           | 19-19 (23-22) –en t.e.– |

- (¹) –  Los primeros dos en Santos, los siguientes dos en Barueri, los siguientes dos en São Paulo y los dos últimos en São Bernardo do Campo.
- (²) –  Hora local de Brasil (UTC-2).
- (t.e.) – Tiempo extra.

### Cuartos de final
| Fecha | Hora² | Partido¹ | Partido¹ | Partido¹  | Resultado |
| ----- | ----- | -------- | -------- | --------- | --------- |
| 14.12 | 11:45 | Rusia    | -        | Francia   | 23-25     |
| 14.12 | 14:30 | Angola   | -        | Dinamarca | 23-28     |
| 14.12 | 17:15 | Croacia  | -        | Noruega   | 25-30     |
| 14.12 | 20:00 | España   | -        | Brasil    | 27-26     |

- (¹) –  Todos en São Paulo.
- (²) –  Hora local de Brasil (UTC-2).

### Partidos de posición
- Puestos 5.º a 8.º

| Fecha | Hora² | Partido¹ | Partido¹ | Partido¹ | Resultado |
| ----- | ----- | -------- | -------- | -------- | --------- |
| 16.12 | 11:45 | Rusia    | -        | Angola   | 41-31     |
| 16.12 | 14:30 | Croacia  | -        | Brasil   | 31-32     |

- Séptimo puesto

| Fecha | Hora² | Partido¹ | Partido¹ | Partido¹ | Resultado |
| ----- | ----- | -------- | -------- | -------- | --------- |
| 18.12 | 11:45 | Angola   | -        | Croacia  | 29-32     |

- Quinto puesto

| Fecha | Hora² | Partido¹ | Partido¹ | Partido¹ | Resultado |
| ----- | ----- | -------- | -------- | -------- | --------- |
| 18.12 | 09:00 | Rusia    | -        | Brasil   | 20-36     |

- (¹) –  Todos en São Paulo.
- (²) –  Hora local de Brasil (UTC-2).

### Semifinales
| Fecha | Hora² | Partido¹ | Partido¹ | Partido¹  | Resultado |
| ----- | ----- | -------- | -------- | --------- | --------- |
| 16.12 | 17:15 | Francia  | -        | Dinamarca | 28-23     |
| 16.12 | 20:00 | Noruega  | -        | España    | 30-22     |

- (¹) –  En São Paulo.
- (²) –  Hora local de Brasil (UTC-2).

### Tercer puesto
| Fecha | Hora² | Partido¹  | Partido¹ | Partido¹ | Resultado |
| ----- | ----- | --------- | -------- | -------- | --------- |
| 18.12 | 14:30 | Dinamarca | -        | España   | 18-24     |

### Final
| Fecha | Hora² | Partido¹ | Partido¹ | Partido¹ | Resultado |
| ----- | ----- | -------- | -------- | -------- | --------- |
| 18.12 | 17:15 | Francia  | -        | Noruega  | 24-32     |

- (¹) –  En São Paulo.
- (²) –  Hora local de Brasil (UTC-2).

## Medallero
|         |         |        |
| Noruega | Francia | España |

## Estadísticas

### Clasificación general
| 1. Noruega          |
| 2. Francia          |
| 3. España           |
| 4. Dinamarca        |
| 5. Brasil           |
| 6. Rusia            |
| 7. Croacia          |
| 8. Angola           |
| 9. Suecia           |
| 10. Montenegro      |
| 11. Corea del Sur   |
| 12. Islandia        |
| 13. Rumania         |
| 14. Japón           |
| 15. Países Bajos    |
| 16. Costa de Marfil |
| 17. Alemania        |
| 18. Túnez           |
| 19. Kazajistán      |
| 20. Uruguay         |
| 21. China           |
| 22. Cuba            |
| 23. Argentina       |
| 24. Australia       |

### Máximas goleadoras
| Puesto | Nombre                  | País    | Goles |
| ------ | ----------------------- | ------- | ----- |
| 1      | Alexandra do Nascimento | Brasil  | 57    |
| 2      | Linn Jørum Sulland      | Noruega | 51    |
| 3      | Andrea Penezić          | Croacia | 49    |
| 4      | Shio Fujii              | Japón   | 46    |
| 5      | Carmen Martín           | España  | 45    |